# Traité de Münster (octobre 1648)
Pour les articles homonymes, voir Traité de Münster.
Ne doit pas être confondu avec Traité de Münster (janvier 1648).
Le traité de Münster d'octobre 1648 est un traité de paix signé le 24 octobre 1648 à Münster entre le Saint-Empire romain germanique et le royaume de France. Il mit fin à la guerre de Trente Ans (1618-1648). Il fait partie des traités de Westphalie, région située à l'ouest de l'Allemagne actuelle. Le même jour, un autre traité a été rendu public, le traité d'Osnabrück signé le 8 septembre 1648, entre le Saint-Empire et l'empire de Suède.
Un précédent Traité de Münster avait été signé le 30 janvier 1648 entre l'Empire espagnol et les Provinces-Unies. Les trois traités signés en Westphalie en 1648, c'est-à-dire à Munster (Westphalie) et à Osnabruck, sont généralement désignés par la formule « Traités de Westphalie ».

## Composition
Le traité se compose d'un acte principal et de deux annexes. L'acte principal est le traité de paix proprement dit. La première annexe est l'acte de cession au roi de France des Trois-Évêchés, de l’Alsace, de Brisach et de Pignerol ; la seconde est l'acte de cession au roi de France de l'Alsace.
Ce traité a mis beaucoup de temps à se concrétiser. En effet, les négociations ont commencé le 25 décembre 1641 mais les signatures ne sont officialisées que seulement sept ans après. Ce retard est dû à quelques questions délicates – dont celle de la structure de l’Empire – sur lesquelles les autorités n’étaient pas d’accord.

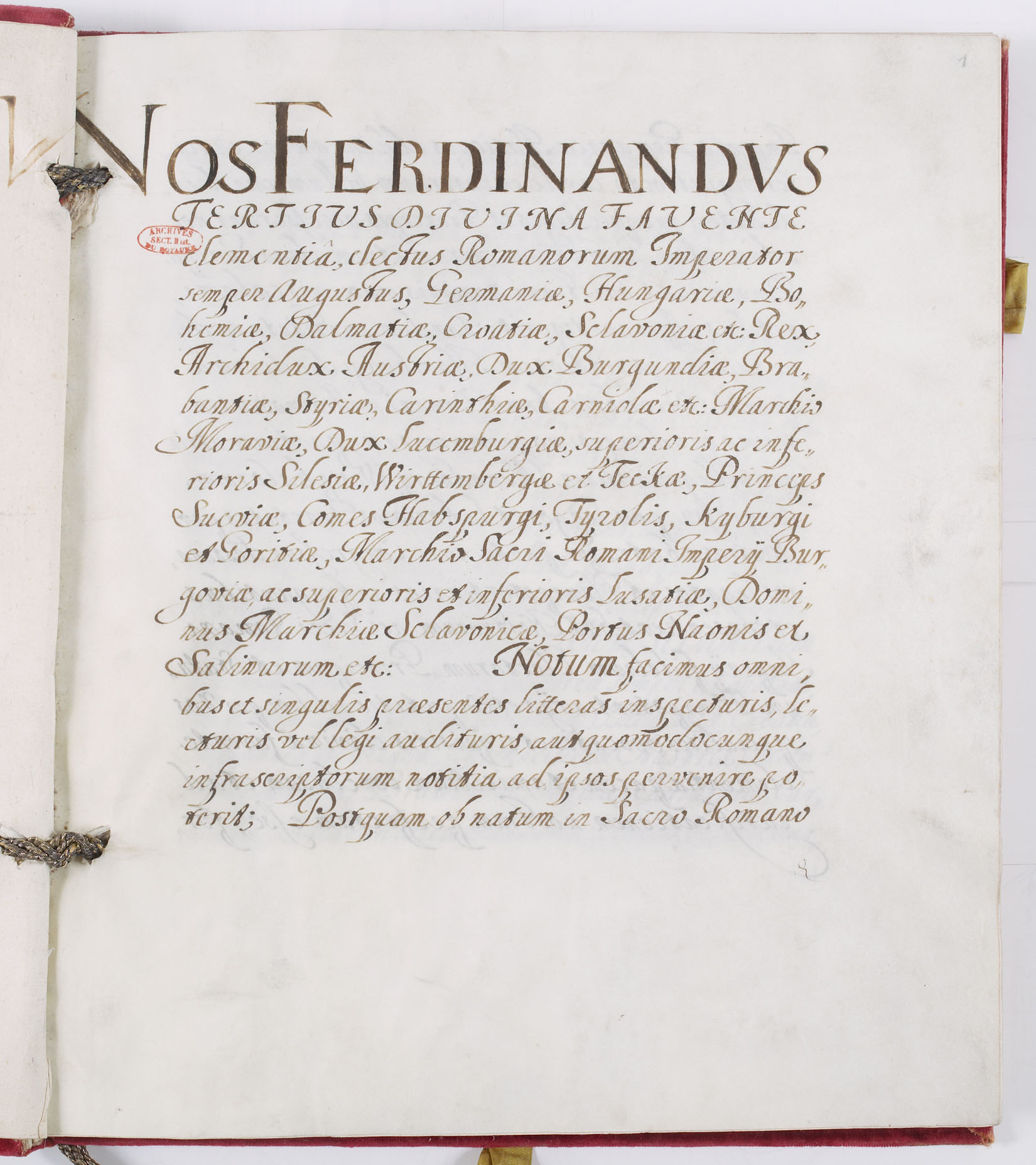
Expédition solennelle du traité de paix de Münster, faite à Vienne par l'empereur Ferdinand III, 7 novembre 1648. Archives nationales. AE/I/1/11

## Préliminaires
En fait, les princes et les représentants des villes d'Allemagne ont obtenu de l'empereur Ferdinand III la réunion d'un congrès en Westphalie dès le mois de décembre 1644. Mais il faut près de cinq années de négociations pour parvenir à un accord. En effet la guerre continue et les parties en présence espèrent que le sort des combats modifie favorablement leur position diplomatique. Les 34 diplomates plénipotentiaires avec leurs collaborateurs et leur domesticité ont séjourné à Münster faisant presque doubler sa population, à l'époque d'environ 120 000 habitants.
Les négociations se déroulent de cette manière: les quatre principales puissances belligérantes, l'Empire, l'Espagne, la Suède et la France, discutent ensemble et en réfèrent ensuite chacune à leurs alliés. La France, soucieuse d'affaiblir l'empereur Ferdinand III a obtenu que cent cinquante principautés allemandes soient représentées.

## Accords
La France est confirmée dans la possession des Trois-Évêchés de Metz, Toul et Verdun annexés de fait depuis un siècle.
La maison d'Autriche lui cède tous les droits qu'elle possède sur l'Alsace, c'est-à-dire les landgraviats d'Alsace ;
- le landgraviat de Haute-Alsace (ancien comté de Sundgau), comprenant :
  - le comté de Ferrette ;
  - les seigneuries dites médiatisées, à savoir : les seigneuries des Reinach (Montjoie et Hattstatt), des Ribeaupierre (Ribauvillé, Zellenberg, Guémar, Wihr-au-Val, Orbey, la moitié de Sainte-Marie-aux-Mines et Heiteren), de Bollwiller et d'Issenheim ;
  - les terres dites engagées, à savoir : la seigneurie de Hohandsberg, des Schendi ; celle de Haut kœnigsbourg et le val de Villé ;
- la place-forte de Brisach, sur la rive droite du Rhin, et ses dépendances : Hochstetten, Niederrimsingen, Hartheim et Achkarren ainsi que, sur la rive gauche, Biesheim ;
- Philippsburg ;
- les droits de bailli sur dix villes de l'empire en Alsace sans Strasbourg ni Mulhouse.

La France annexe la forteresse de Pignerol, dans le Piémont, et Moyenvic, en Lorraine.
De nombreux princes allemands conservent des fiefs en Alsace avant son rattachement à la France. Le traité stipule que leurs possessions ne dépendent pas du droit français mais de celui du Saint-Empire romain germanique.
Avec le traité de Münster, la France atteint son but qui est d'agrandir durablement le royaume. L'empereur perd le droit de mener la politique extérieure de l'Empire. Celle-ci est désormais soumis à l'accord du Reichstag.